# Ritratto di famiglia (Rembrandt)
Il Ritratto di famiglia è un dipinto a olio su tela (126x167 cm) realizzato nel 1668 circa da Rembrandt.
È conservato nel Herzog Anton Ulrich Museum di Braunschweig, in Germania.
L'opera è firmata "REMBRANDT F".
Al momento i personaggi ritratti non sono stati identificati con certezza.